# 冰架

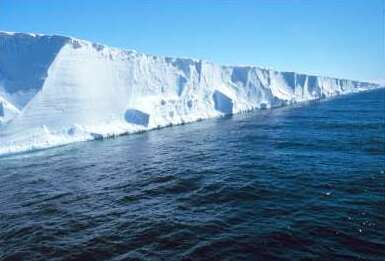
南極洲的羅斯冰架

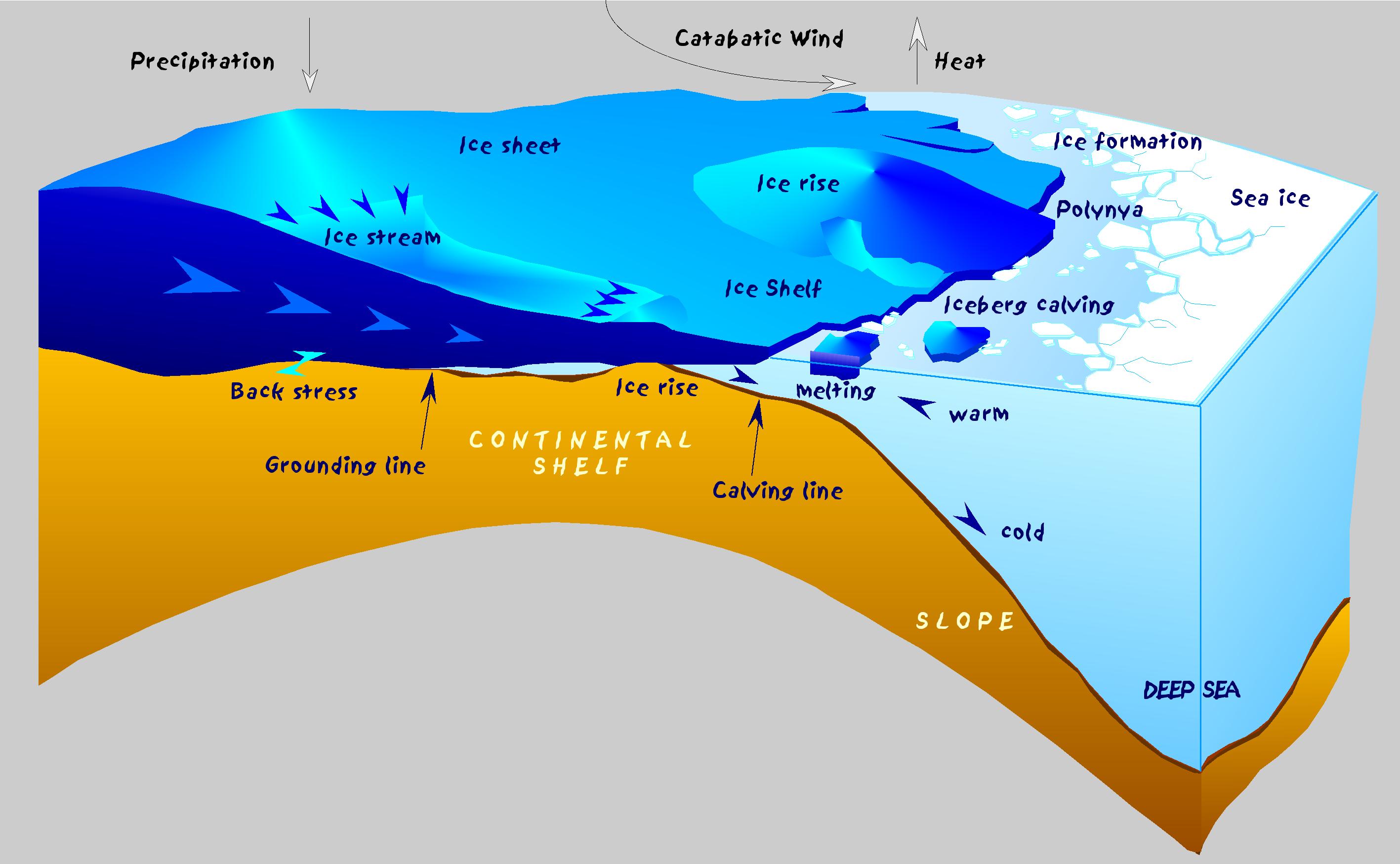
南極洲冰架附近的自然現象

冰架（英語：Ice shelf），又稱冰棚，是陸地上的冰河或冰原流入海中，浮在海上的大片水冰。只有南極洲、加拿大、俄羅斯和格陵蘭的部份海岸存在冰棚。當今冰棚的厚度可達100至1000公尺。全世界最大的冰棚是南極洲的羅斯冰棚和菲爾希納-龍尼冰棚。因冰的密度比水小，冰棚在海面上的部分只會有全部的九分之一。冰棚與陸上冰河的分界線稱作接地線（grounding line），當接地線往內陸退縮，表示更多的冰進入海中，海面會因此上升。
冰棚會因為上游冰河的重量而向外海推進。冰棚前緣也會不時崩落成為冰山。過去認為冰棚質量損失的主要機制來自冰棚前緣的崩解。在較大的崩解事件之間，冰棚通常可以持續向前推進數十年。然而2013年有新的研究發現，南極冰棚海面下的融化才是冰棚質量損失的主因。另外，冰棚表面上的積雪，以及冰重新累積在冰棚的下方，對於冰棚的質量平衡也是重要的。。
冰棚與海冰不同，海冰直接在海上形成，較薄（厚度通常小於3公尺），主要分布於北冰洋和南極洲陸地周圍的南冰洋。沃斯托克湖等冰下湖上方的冰層則稱作「捕獲冰棚」（captured ice shelf）。

## 俄羅斯冰架

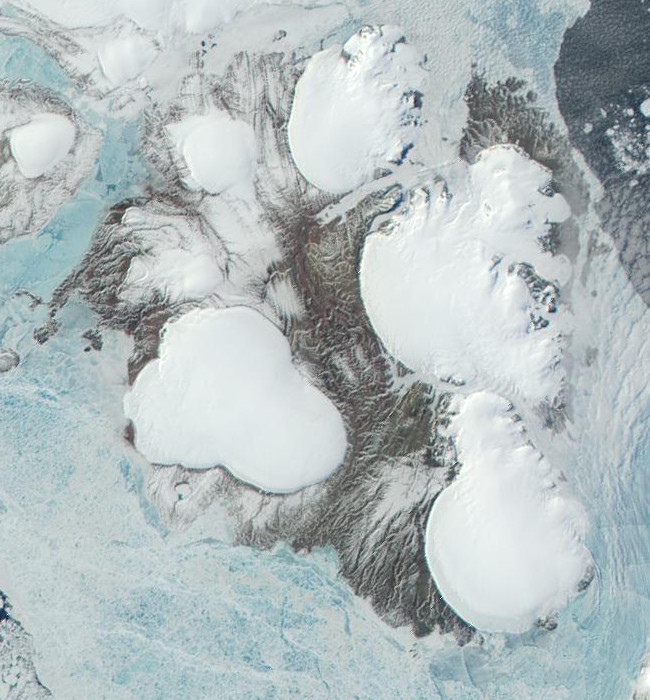
十月革命島馬圖塞維奇峽灣附近的衛星影像。

馬圖謝維奇冰架位於北地群島，約北緯79度，由十月革命島上最大的幾個冰帽組成；南端是卡爾平斯基冰帽，北端是魯薩諾夫冰帽，總面積222平方公里。

## 加拿大冰架
所有加拿大的冰架都連接著埃爾斯米爾島，約在北緯82度。仍然存在的冰架是阿爾弗雷德·恩斯特冰架、米爾恩冰架、沃德·亨特冰架和史密斯冰架。麥克林托克冰架於1963年至1966年崩解; 艾爾斯冰架於2005年崩解; 馬卡姆冰架於2008年崩解。

## 南極洲冰架

南極主要冰架
羅斯冰架 (472960 km²)
龍尼-菲爾希納冰架 (422420 km²)
阿梅里冰架 (62620 km²)
拉森冰架 (48600 km²)
里瑟爾-拉森冰架 (48180 km²)
芬布爾冰架 (41060 km²)
沙克爾頓冰架 (33820 km²)
喬治六世冰架 (23880 km²)
西冰架 (16370 km²)
威爾金斯冰架 (13680 km²)

南極洲海岸有74%都連接著冰架。冰架總面積超過155萬平方公里。主要冰架包括：
- 羅斯冰架 (472,960 km²)
- 龍尼-菲爾希納冰架 (422,420 km²)
- 阿梅里冰架 (62,620 km²)
- 拉森冰架 (48,600 km²)
- 里瑟爾-拉森冰架 (48,180 km²)
- 芬布爾冰架 (41,060 km²)
- 沙克爾頓冰架 (33,820 km²)
- 喬治六世冰架 (23,880 km²)
- 西冰架 (16,370 km²)
- 威爾金斯冰架 (13,680 km²)